# Антонійчук Христина Василівна
Антонійчук Христина Василівна (нар. 4 вересня 1990; Коломия, Івано-Франківська область) — професійна українська тенісистка. Досягала 163-ї сходинки в одиночному розряді рейтингу WTA в 2010 році. У парному розряді рейтингу WTA досягала 279-го місця в 2009 році.
12 травня 2010 року Антонійчук була дискваліфікована на 14 місяців після того, як одна з раніше зданих нею регулярних допінг-проб дала позитивний результат на наявність фуросеміду. Термін відсторонення від змагань був визначений, починаючи з 22 лютого того ж року — часу здачі аналізу. Результати українки на зіграних після цієї дати турнірах були анульовані. Після завершення терміну дискваліфікації Антонійчук у протур не повернулася.

## Спортивна статистика

### Фінальні турніри ITF
| $100,000 призових |
| $75,000 призових  |
| $50,000 призових  |
| $25,000 призових  |
| $10,000 призових  |

| Результат   | Номер | Дата           | Турнір               | Покриття | Суперниця          | Рахунок            |
| Переможець  | 1.    | 16 липня 2006  | Дніпро, Україна      | Ґрунтове | Андрея Клепач      | 6–3, 6–7(5–7), 6–4 |
| Друге місце | 2.    | 14 серпня 2007 | Пенза, Росія         | Ґрунтове | Лапущенкова Анна   | 6–4, 6–2           |
| Переможець  | 3.    | 21 липня 2008  | Харків, Україна      | Ґрунтове | Бурячок Ірина      | 6–3, 4–6, 6–1      |
| Переможець  | 4.    | 27 квітня 2009 | Наманган, Узбекистан | Тверде   | Арефієва Тетяна    | 6–0, 6–1           |
| Переможець  | 5.    | 18 травня 2009 | Харків, Україна      | Ґрунтове | Калашнікова Оксана | 4–6, 6–4, 6–1      |
| Друге місце | 6.    | 8 червня 2009  | Карші, Узбекистан    | Тверде   | Ейріні Георгату    | 6–1, 3–1 retired   |

### Фінальні парні турніри ITF
| $100,000 призових |
| $75,000 призових  |
| $50,000 призових  |
| $25,000 призових  |
| $10,000 призових  |

| Результат   | Номер | Дата           | Турнір                  | Покриття | Партнер            | Суперниці                             | Рахунок            |
| Переможець  | 1.    | 3 липня 2005   | Херхюговард, Нідерланди | Ґрунтове | Ана Веселіновіч    | Марріт Боонстра Ніколь Тіссен         | 1–6, 6–2, 7–5      |
| Друге місце | 2.    | 22 липня 2006  | Дніпро, Україна         | Ґрунтове | Євгенія Родніна    | Олена Антипіна Ніна Братчікова        | 6–1, 5–7, 7–5      |
| Друге місце | 3.    | 13 серпня 2006 | Гехінген, Німеччина     | Ґрунтове | Йоана Ралука Олару | Єва Фіслова Станіслава Грозенська     | 6–3, 6–7(3–7), 6–3 |
| Друге місце | 4.    | 25 липня 2008  | Харків, Україна         | Ґрунтове | Леся Цуренко       | Міхаела Бузернеску Оксана Калашнікова | 6–1, 6–4           |
| Переможець  | 5.    | 12 Червня 2009 | Карші, Узбекистан       | Тверде   | Оксана Калашнікова | Пемра Озген Чагла Бююкакчай           | 5–7, 6–0 [10–6]    |
| Друге місце | 6.    | 24 липня 2009  | Харків, Україна         | Ґрунтове | Ірина Бурячок      | Монік Адамчак Ніколь Кріз             | 6–3, 7–6(7–4)      |
| Переможець  | 7.    | 22 травня 2010 | Наманган, Узбекистан    | Тверде   | Ксенія Ликіна      | Кароліна Косінська Ленка Вєнерова     | 6–3, 5–7 [10–8]    |